# Kroniek van het orkaanseizoen van de Grote Oceaan 2006
Hier volgt een kroniek van het orkaanseizoen van de Grote Oceaan 2006. Deze pagina behoort bij het artikel over het Orkaanseizoen van de Grote Oceaan 2006.
- Ad ¹: Orkaan Ioke is na 27 augustus in het bassin van de westelijke Grote Oceaan terechtgekomen en een tyfoon geworden. Dat deel van haar levensduur valt niet meer onder het orkaanseizoen van de centrale Grote Oceaan.
- Ad² : Tropische storm Norman degenereert op 11 oktober tot resterend lagedrukgebied en regenereert later op 15 oktober voor korte tijd tot tropische depressie. In de tussenliggende periode was Norman geen tropische cycloon.

## Kroniek van gebeurtenissen
Alle promoties, het bereiken van de derde en de vijfde categorie en overschrijdingen van de bassingrenzen zijn vet gedrukt. Alle tijden staan aangegeven in UTC vermeld, een tijd, die nagenoeg gelijk is aan het bekendere Greenwich Mean Time. Omdat het tijdsverschil tussen UTC en de plaatselijke tijd, vooral in de centrale Grote Oceaan aanzienlijk is, kunnen gebeurtenissen een dag later genoteerd staan, als dat zij naar plaatselijke tijd hebben plaatsgevonden.

### Mei
15 mei
- 7h00 UTC – Officieel begin van het orkaanseizoen van de Grote Oceaan oostelijk van de 140e lengtegraad westerlengte.

27 mei
- 10h00 UTC – Tropische depressie 1-E ontstaat ten zuidzuidwesten van Acapulco.
- 18h00 UTC – Tropische depressie 1-E promoveert tot tropische storm Aletta.

30 mei
- 3h00 UTC – Tropische storm Aletta degradeert tot tropische depressie Aletta.
- 21h00 UTC – Tropische depressie Aletta verliest haar tropische kenmerken en is niet langer een tropische cycloon. Het National Hurricane Center te Miami staakt zijn voorspellingen betreffende Aletta.

### Juni
1 juni
- 7h00 UTC – Officieel begin van het orkaanseizoen van de Grote Oceaan tussen de 140e lengtegraad westerlengte en de datumgrens.

3 juni
- 15h00 UTC – Ten zuiden van de kust van Guerrero ontstaat tropische depressie 2-E

5 juni
- 3h00 UTC – Tropische depressie 2-E verliest haar tropische kenmerken en is niet langer een tropische cycloon. Het National Hurricane Center te Miami staakt zijn voorspellingen betreffende tropische depressie 2-E

### Juli
11 juli
- 3h00 UTC – Tropische depressie 3-E ontstaat op ongeveer 1200 km ten zuiden van het zuidelijkste puntje van Baja California Sur.
- 9h00 UTC – Tropische depressie 3-E promoveert tot tropische storm Bud.
- 22h30 UTC – Tropische storm Bud promoveert tot orkaan Bud.

12 juli
- 3h00 UTC – Tropische depressie 4-E ontstaat op ongeveer 415 km ten zuidwesten van Acapulco de Juárez.
- 9h00 UTC – Orkaan Bud bereikt de tweede categorie.
- 9h00 UTC – Tropische depressie 4-E promoveert tot tropische storm Carlotta.

13 juli
- 3h00 UTC – Orkaan Bud bereikt de derde categorie en is daarmee de eerste majeure orkaan van het seizoen.
- 9h00 UTC – Tropische storm Carlotta promoveert tot orkaan Carlotta.

14 juli
- 15h00 UTC – Orkaan Bud degradeert tot tropische storm Bud.
- 21h00 UTC – Orkaan Carlotta degradeert tot tropische storm Carlotta.

15 juli
- 3h00 UTC – Tropische storm Carlotta promoveert opnieuw tot orkaan Carlotta
- 9h00 UTC – Tropische storm Bud degradeert tot tropische depressie Bud.
- 21h00 UTC – Tropische depressie Bud verliest zijn convectie en is niet langer een tropische cycloon. Het National Hurricane Center te Miami staakt zijn voorspellingen betreffende Bud.
- 21h00 UTC – Orkaan Carlotta degradeert tot tropische storm Carlotta.

16 juli
- 15h00 UTC – Tropische storm Carlotta degradeert tot tropische depressie Carlotta.

17 juli
- 3h00 UTC – Tropische depressie Carlotta verliest haar convectie en is niet langer een tropische cycloon. Het National Hurricane Center te Miami staakt zijn voorspellingen betreffende Carlotta.
- 3h00 UTC – Op 1175 km ten zuiden van het zuidelijkste puntje van Baja California Sur ontstaat tropische depressie 5-E.
- 15h00 UTC – Tropische depressie 5-E promoveert tot tropische storm Daniel.

18 juli
- 21h00 UTC – Tropische storm Daniel promoveert tot orkaan Daniel.

19 juli
- 15h00 UTC – Orkaan Daniel bereikt de tweede categorie.

20 juli
- 9h00 UTC – Orkaan Daniel bereikt de derde categorie en wordt de tweede majeure orkaan dit seizoen.
- 21h00 UTC – Orkaan Daniel bereikt de vierde categorie.

21 juli
- 15h00 UTC – Tropische depressie 6-E ontstaat op 610 km ten zuidzuidwesten van Acapulco de Juárez.

22 juli
- 9h00 UTC – Tropische depressie 6-E promoveert tot tropische storm Emilia.

24 juli
- 12h00 UTC – Orkaan Daniel overschrijdt de 140e breedtegraad en koerst het bassin van de centrale Grote Oceaan binnen. Het National Hurricane Center te Miami staakt zijn voorspellingen betreffende Daniel en draagt deze taak over aan het Central Pacific Hurricane Center te Honolulu.

25 juli
- 9h00 UTC – Orkaan Daniel degradeert tot tropische storm Daniel.

26 juli
- 3h00 UTC – Tropische storm Daniel degradeert tot tropische depressie Daniel.
- 21h00 UTC – Het Central Pacific Hurricane Center staakt zijn waarschuwingen ten aanzien van tropische depressie Daniel.

27 juli
- 9h00 UTC – Tropische storm Emilia degradeert tot tropische depressie Emilia.

28 juli
- 3h00 UTC – Tropische depressie Emilia is een niet-convectief, resterend lagedrukgebied geworden en het National Hurricane Center staakt zijn waarschuwingen betreffende Emilia.

31 juli
- 21h00 UTC – Op 1540 km ten zuidwesten van het zuidelijkste puntje van Baja California Sur ontstaat tropische depressie 7-E.

### Augustus
1 augustus
- 03h00 UTC – Tropische depressie 7-E promoveert tot tropische storm Fabio.
- 03h00 UTC – Op 680 km ten zuidwesten van Acapulco de Juárez ontstaat tropische depressie 8-E.
- 09h00 UTC – Tropische depressie 8-E promoveert tot tropische storm Gilma.

2 augustus
- 09h00 UTC – Tropische storm Gilma degradeert tot tropische depressie.

3 augustus
- 03h00 UTC – Tropische storm Fabio degradeert tot tropische depressie.
- 21h00 UTC – Tropische depressie Fabio verliest zijn convectie en wordt niet langer aangemerkt als tropische cycloon. Het National Hurricane Center staakt zijn waarschuwingen ten aanzien van Fabio.
- 21h00 UTC – Tropische depressie Gilma's circulatie degenereert en Gilma wordt niet langer aangemerkt als tropische cycloon. Het National Hurricane Center staakt zijn waarschuwingen ten aanzien van Gilma.

15 augustus
- 21h00 UTC – Tropische depressie 9-E ontstaat op 1185 km ten zuidzuidwesten van het zuidelijkste puntje van Baja California Sur.

16 augustus
- 09h00 UTC – Tropische depressie 9-E promoveert tot tropische storm Hector.

17 augustus
- 15h00 UTC – Tropische storm Hector promoveert tot orkaan Hector.

18 augustus
- 09h00 UTC – Orkaan Hector bereikt de tweede categorie.

20 augustus
- 03h00 UTC – Op 1250 km ten zuiden van Honolulu ontstaat tropische depressie 1-C.
- 09h00 UTC – Tropische depressie 1-C promoveert tot tropische storm Ioke
- 15h00 UTC – Orkaan Hector degradeert tot tropische storm Hector.

21 augustus
- 03h00 UTC – Tropische storm Ioke promoveert tot orkaan Ioke.
- 18h00 UTC – Op 525 km ten zuidzuidwesten van Acapulco de Juárez ontstaat tropische depressie 10-E.
- 21h00 UTC – Orkaan Ioke springt van de eerste naar de derde categorie en is daarmee de eerste majeure orkaan van het bassin van de centrale Grote Oceaan.
- 21h00 UTC – Tropische depressie 10-E promoveert tot tropische storm Ileana.

22 augustus
- 03h00 UTC – Orkaan Ioke bereikt de vierde categorie.
- 21h00 UTC – Tropische storm Ileana promoveert tot orkaan Ileana.

23 augustus
- 03h00 UTC – Tropische storm Hector degenereert in een resterend lagedrukgebied. Hector heeft al zijn convectie verloren en geldt niet langer als tropische cycloon. Het National Hurricane Center staakt zijn waarschuwingen en voorspellingen ten aanzien van Hector.
- 09h00 UTC – Orkaan Ileana springt van de eerste categorie naar de derde categorie en wordt zo een majeure orkaan.

24 augustus
- 09h00 UTC – Orkaan Ioke is, nadat zij was verzwakt tot de tweede categorie opnieuw een majeure orkaan (derde categorie) geworden.
- 21h00 UTC – Orkaan Ioke bereikt voor de tweede keer de vierde categorie.

25 augustus
- 06h30 UTC – Het NRL, het laboratorium van de Amerikaanse marine promoveert orkaan Ioke officieus naar de vijfde categorie. 
- 09h00 UTC – Het Central Pacific Hurricane Center bevestigt, dat orkaan Ioke is gepromoveerd naar de vijfde categorie. Zij is de eerste tropische cycloon in de geschiedenis van het bassin van de centrale Grote Oceaan, die gevormd is, gepromoveerd is tot tropische storm en orkaan en de vijfde categorie heeft bereikt binnen dit bassin.

26 augustus
- 09h00 UTC – Orkaan Ileana degradeert tot tropische storm Ileana.
- 15h00 UTC – Twaalf uur nadat orkaan Ioke tot de vierde categorie was verzwakt, promoveert zij opnieuw naar de vijfde categorie.

27 augustus
- 03h00 UTC – Met de verwachting dat Ioke spoedig de datumgrens zal overschrijden, staakt het Central Pacific Hurricane Center het uitgeven van waarschuwingen en beschouwingen betreffende Ioke en draagt die taak over aan het Japans Meteorologisch Instituut te Tokio.

- 08h00 UTC – Orkaan Ioke bereikt de datumgrens als orkaan van de vijfde categorie. Zij legt de titel orkaan af en gaat verder als tyfoon Ioke.
- 09h00 UTC – Tropische storm Ileana degradeert tot tropische depressie Ileana.
- 15h00 UTC – Tropische depressie Ileana is gedegenereerd tot resterend lagedrukgebied zonder convectie. Het National Hurricane Center staakt zijn waarschuwingen en voorspellingen ten aanzien van Ileana.

28 augustus
- 15h00 UTC – Op 610 km ten zuidoosten van Acapulco de Juárez ontstaat tropische depressie 11-E.
- 21h00 UTC – Tropische depressie 11-E promoveert tot tropische storm John.

29 augustus
- 15h00 UTC – Tropische storm John promoveert tot orkaan John.
- 21h00 UTC – Orkaan John bereikt de derde categorie en is daarmee de vijfde majeure orkaan van het seizoen.
- 21h00 UTC – Tyfoon Ioke (supertyfoon 1-C) bereikt volgens het Joint Typhoon Warning Center voor de derde keer de vijfde categorie.¹

30 augustus
- 05h00 UTC – Op 845 km ten zuidzuidwesten van het zuidelijkste puntje van Baja California Sur ontstaat tropische depressie 12-E.
- 09h00 UTC – Tropische depressie 12-E promoveert tot tropische storm Kristy.
- 15h00 UTC – Orkaan John bereikt de vierde categorie.

31 augustus
- 09h00 UTC – Tropische storm Kristy promoveert tot orkaan Kristy.

### September
1 september
- 09h00 UTC – Orkaan Kristy degradeert tot tropische storm Kristy.
- 09h00 UTC – Na te zijn verzwakt tot de tweede categorie, bereikt orkaan John opnieuw de derde categorie.
- 15h00 UTC – Het Joint Typhoon Warning Center degradeert Supertyfoon Ioke tot tyfoon Ioke¹.

2 september
- 02h00 UTC – Orkaan John landt met windsnelheden tot 176 km/uur en een druk van 958 mbar nabij San José del Cabo.
- 15h00 UTC – Orkaan John landt voor de tweede keer met windsnelheden tot 130 km/uur en een druk van 980 mbar nabij La Paz.
- 21h00 UTC – Orkaan John degradeert tot tropische storm John.
- 21h00 UTC – Tropische storm Kristy degradeert tot tropische depressie Kristy.

3 september
- 21h00 UTC – Tropische depressie Kristy promoveert opnieuw tot tropische storm Kristy.

4 september
- 00h00 UTC – Tropische storm John degradeert tot tropische depressie John.
- 09h00 UTC – Tropische storm Kristy degradeert tot tropische depressie Kristy.
- 15h00 UTC – Tropische depressie John degenereert tot resterend lagedrukgebied en het NHC staakt zijn waarschuwingen en beschouwingen omtrent John.

5 september
- 03h00 UTC – Het Joint Typhoon Warning Center degradeert tyfoon Ioke tot tropische storm Ioke¹.
- 15h00 UTC – Het Joint Typhoon Warning Center staakt het uitgeven van waarschuwingen betreffende Ioke, die het nu als een extratropische cycloon beschouwt.¹
- 15h00 UTC – Tropische depressie Kristy promoveert voor de derde keer tot tropische storm Kristy.

6 september
- 12h00 UTC – Het Japans Meteorologisch Instituut degradeert tyfoon Ioke tot zware tropische storm Ioke.¹
- 21h00 UTC – Tropische storm Kristy degradeert tot tropische depressie Kristy.

7 september
- 12h00 UTC – Het Japans Meteorologisch Instituut verklaart Ioke tot extratropisch systeem en staakt zijn waarschuwingen en beschouwingen omtrent Ioke.¹

8 september
- 03h00 UTC – Tropische depressie Kristy vertoont geen convectie meer en wordt niet langer aangemerkt als tropische cycloon. Het NHC staakt zijn activiteiten met betrekking tot Kristy.

13 september
- 21h00 UTC – Op 200 km ten westzuidwesten van Acapulco de Juárez ontstaat tropische depressie 13-E.

14 september
- 06h00 UTC – Tropische depressie 13-E promoveert tot tropische storm Lane.

15 september
- 21h00 UTC – Tropische storm Lane promoveert tot orkaan Lane.

16 september
- 00h00 UTC – Orkaan Lane bereikt de tweede categorie.
- 09h00 UTC – Orkaan lane bereikt de derde categorie.
- 12h00 UTC – Op 720 km ten zuidwesten van het zuidelijkste puntje van Baja California Sur ontstaat tropische depressie 14-E.
- 19h15 UTC – Orkaan Lane landt met windsnelheden tot 204 km/uur en een minimale druk van 952 mbar ten zuidoosten van El Dorado in de staat Sinaloa.
- 21h00 UTC – Tropische depressie 14-E promoveert tot tropische storm Miriam.

17 september
- 09h00 UTC – Orkaan Lane degradeert tot tropische storm Lane.
- 12h00 UTC – Tropische storm Lane degradeert tot tropische depressie Lane.
- 15h00 UTC – Tropische depressie Lane lost op en het NHC staakt het uitgeven van waarschuwingen en adviezen omtrent Lane.

18 september
- 09h00 UTC – Tropische storm Miriam degradeert tot tropische depressie Miriam.
- 15h00 UTC – Tropische depressie Miriam is gedegenereerd tot resterend lagedrukgebied en het NHC staakt het uitgeven van waarschuwingen en adviezen omtrent Miriam.

19 september
- 03h00 UTC – Op 1255 km ten zuiden van Honolulu ontstaat tropische depressie 2-C.

20 september
- 21h00 UTC – Tropische depressie 2-C degenereert tot een trog van lagedruk en het CPHC staakt uit uitgeven van waarschuwingen en beschouwingen betreffende tropische depressie 2-C.

26 september
- 21h00 UTC – Op 1085 km ten westzuidwesten van Johnstoneiland ontstaat tropische depressie 3-C.

27 september
- 09h00 UTC – Tropische depressie 3-C verliest haar gesloten circulatie en is niet langer een tropische cycloon. Het CPHC staakt het vervolgen van de tropische depressie.

### Oktober
9 oktober
- 04h00 UTC – Op 1210 km ten zuidwesten van het zuidelijkste puntje van Baja California Sur ontstaat tropische depressie 15-E.
- 15h00 UTC – Tropische depressie 15-E promoveert tot tropische storm Norman.
- 21h00 UTC – Op 2090 km ten zuidwesten van het zuidelijkste puntje van Baja California Sur ontstaat tropische depressie 16-E.

10 oktober
- 06h00 UTC – Tropische depressie 16-E promoveert tot tropische storm Olivia.
- 18h00 UTC – Tropische storm Norman degradeert tot tropische depressie Norman.

11 oktober
- 12h00 UTC – Tropische storm Olivia degradeert tot tropische depressie Olivia.
- 18h00 UTC – Tropische depressie Norman degenereert tot resterend lagedrukgebied.

13 oktober
- 00h00 UTC – Tropische depressie Olivia degenereert tot resterend lagedrukgebied, dat later in de circulatie van Norman wordt opgenomen.
- 21h00 UTC – Op 1200 km ten zuidwesten van Honolulu ontstaat tropische depressie 4-C.

14 oktober
- 15h00 UTC – Tropische depressie 4-C degenereert tot resterend lagedrukgebied.

15 oktober
- 00h00 UTC – Het resterend lagedrukgebied Norman regenereert tot tropische depressie Norman op 325 km ten zuidzuidwesten van Manzanillo, Colima.

16 oktober
- 00h00 UTC – Tropische depressie Norman lost op (voorgoed).

21 oktober
- 06h00 UTC – Op 465 km ten zuidzuidwesten van Manzanillo ontstaat tropische depressie 17-E.
- 12h00 UTC – Tropische depressie 17-E promoveert tot tropische storm Paul.

23 oktober
- 00h00 UTC – Tropische storm Paul promoveert tot orkaan Paul.
- 06h00 UTC – Orkaan Paul bereikt de tweede categorie.

24 oktober
- 12h00 UTC – Orkaan Paul degradeert tot tropische storm Paul.

26 oktober
- 00h00 UTC – Tropische storm Paul degradeert tot tropische depressie Paul.
- 04h00 UTC – Tropische depressie Paul landt met windsnelheden van 46 km/uur nabij het zuidelijke uiteinde van Isla Altamura.

- 06h00 UTC – Tropische depressie Paul degenereert tot resterend lagedrukgebied.
- 12h00 UTC – Op 250 km ten zuiden van Manzanillo ontstaat tropische depressie 18-E.

28 oktober
- 00h00 UTC – Tropische depressie 18-E degenereert tot resterend lagedrukgebied.

### November
8 november
- 06h00 UTC – Op 715 km ten zuiden van Manzanillo, Colima ontstaat tropische depressie 19-E.

9 november
- 06h00 UTC – Tropische depressie 19-E promoveert tot tropische storm Rosa.

10 november
- 00h00 UTC – Tropische storm Rosa degradeert tot tropische depressie Rosa.

11 november
- 00h00 UTC – Tropische depressie Rosa degenereert tot resterend lagedrukgebied.
- 00h00 UTC – Tropische depressie 20-E ontstaat op 1045 km ten zuidwesten van Manzanillo.
- 18h00 UTC – Tropische depressie 20-E lost op.

13 november
- 18h00 UTC – Tropische depressie 21-E ontstaat op 740 km ten zuiden van Manzanillo.

14 november
- 12h00 UTC – Tropische depressie 21-E promoveert tot tropische storm Sergio.

15 november
- 12h00 UTC – Tropische storm Sergio promoveert tot orkaan Sergio.

- 18h00 UTC – Orkaan Sergio bereikt de tweede categorie.

17 november
- 06h00 UTC – Orkaan Sergio degradeert tot tropische storm Sergio.

20 november
- 00h00 UTC – Tropische storm Sergio degradeert tot tropische depressie Sergio.

21 november
- 00h00 UTC – Tropische depressie Sergio degenereert tot resterend lagedrukgebied.

### December
1 december
- 00h00 UTC – Officieel einde van het orkaanseizoen van het oostelijk en het centrale deel van de Grote Oceaan.

1) Deze gebeurtenissen aangaande Ioke, dateren van na haar oversteek van de datumgrens en hebben geen betrekking meer op het orkaanseizoen van de Grote Oceaan 2006, maar staan volledigheidshalve hier toch vermeld (zie ook: Tyfoonseizoen van de Grote Oceaan 2006).